# Baladas de Coimbra (EP III de José Afonso)
Baladas de Coimbra é um EP de José Afonso, lançado em 1963.

## Faixas
| N.º | Título                                                                          | Compositor(es)                                    | Duração |  |
| 1.  | "Canção Vai... e Vem"                                                           | Paulo Armando/José Afonso/refrão popular algarvio |         |  |
| 2.  | "Os Vampiros", "Menino do Bairro Negro" e "Balada Aleixo" (Medley instrumental) | José Afonso                                       |         |  |
| 3.  | "As Pombas"                                                                     | Luis Andrade Pignatelli/José Afonso               |         |  |
| 4.  | "Canção Longe"                                                                  | Popular açoriana/José Afonso                      |         |  |

## Músicos
- Rui Pato